# المروذي
أحمد بن عبد الله المروذي الشهير بالحاسب وقد أطلق عليه هذا اللقب من أجل مؤلفاته المبنية على الحسابات الفلكية وكان من أشهر الراصدين في ذلك الوقت في عهد الخليفة المأمون في بغداد كما أنه أول من أدخل طريقة تحديد الوقت أثناء النهار برصد ارتفاع الشمس عند الأفق وهي الطريقة التي تبناها من بعده علماء العرب في أعمالهم الفلكية.